# 永乐 (方腊)
永乐（1120年十一月一日—1121年四月二十六日）是北宋时期浙江农民起义首领方腊的年号，共计2年。
《宣和遗事》及《紀元編》作宣和二年十月改元永乐，而《续资治通鉴》作十一月戊戌改元。

## 改元
- 1120年——十一月一日，方臘建元永樂。[5]
- 1121年——四月二十六日，方臘兵敗被俘。[6]

## 紀年對照表
| 永乐 | 元年   | 二年   |
| ---- | ------ | ------ |
| 公元 | 1120年 | 1121年 |
| 干支 | 庚子   | 辛丑   |

## 同期存在的其他政權之紀年
- 中國
  - 宣和（1119年－1125年）：北宋—宋徽宗趙佶之年號
  - 天慶（1111年－1120年）：遼朝—遼天祚帝耶律延禧之年號
  - 保大（1121年－1125年）：遼朝—遼天祚帝耶律延禧之年號
  - 天輔（1117年－1123年）：金朝—金太祖完顏阿骨打之年號
  - 元德（1119年－1127年）：西夏—夏崇宗李乾順之年號
  - 文治（1110年－1121年）：大理—段正嚴之年號
- 越南
  - 天符睿武（1120年－1126年）：李朝—李乾德之年號
- 日本
  - 保安（1120年－1124年）：鳥羽天皇與崇德天皇之年号

## 参看
- 中國年號索引
- 其他政权使用的永樂年号

## 深入閱讀
- 李崇智. . 北京: 中華書局. 2004年12月. ISBN 7101025129.
- 鄧洪波. . 臺北: 國立臺灣大學東亞經典與文化研究計劃. 2005年3月  [2021-11-22]. ISBN 9789860005189. （原始内容 (pdf)存档于2007-08-25）.